# Edward Vương tử Đen

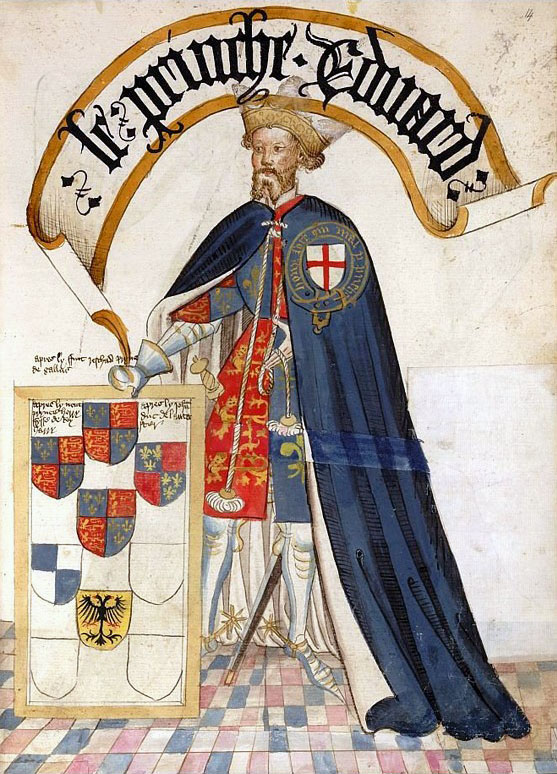
Edward trong tranh được miêu tả như một hiệp sĩ (trưng bày tại Bảo tàng Anh Quốc British Library).

Edward xứ Woodstock (tiếng Anh: Edward of Woodstock; 15 tháng 6 năm 1330 – 8 tháng 6 năm 1376), còn có biệt hiệu là Vương tử đen (the Black Prince, một số tài liệu tiếng Việt còn dịch là Hoàng tử Đen), là con trai cả của vua Edward III của Anh, và do đó ông là người thừa kế ngai vàng Anh thế nhưng ông đã qua đời trước cha mình và vì vậy chưa từng kế vị ngai vàng. Nhưng thay vào đó, con trai của ông, Richard II, đã kế vị và lên ngôi thay ông. Tuy nhiên, Edward vẫn được coi là một trong những chỉ huy thuộc quân đội người Anh thành công nhất trong Chiến tranh Trăm Năm, và ông được những người đương thời coi là một hình mẫu của tinh thần hiệp sĩ và là một trong những hiệp sĩ vĩ đại nhất trong thời đại Trung Cổ.
Edward là người đầu tiên được phong tước vị Công tước xứ Cornwall, là người giữ chức này đầu tiên vào năm 1337. Ông là người con trai trưởng nên sẽ là người thay mặt cha ông bảo vệ vương quốc vào những năm 1338, 1340, và 1342. Ông cũng là người đầu tiên được phong tước vị Thân vương xứ Wales, một tước hiệu chỉ dành cho các con trai trưởng của vị quân vương Anh vào năm 1343 và được phong chức Hiệp sĩ bởi cha ông, Edward ở La Horgne năm 1346.
Năm 1346, Vương tử Edward chỉ huy đội tiên phong trong Trận chiến Crécy, cha ông đã cố ý để ông tự thắng trận. Ông tham gia cuộc thám hiểm Calais năm 1349 của Edward III. Năm 1355, ông được bổ nhiệm làm khâm sai của nhà vua ở Gascony, và được lệnh dẫn một đội quân vào Aquitaine trên chevauchée, trong đó ông cướp Avignonet và Castelnaudary, loại bỏ Carcassonne, và cướp bóc Narbonne. Năm sau (1356) trên một chevauchée khác, ông ra quân tàn phá Auvergne, Limousin, và Berry nhưng không chiếm được Bourges. Ông đề nghị các điều khoản hòa bình với vua Jean II của Pháp, người đã vượt trội hơn ông gần Poitiers, nhưng vị vua Pháp từ chối đầu hàng như cái giá cho sự chấp nhận của họ. Điều này dẫn đến Trận chiến Poitiers, nơi quân đội của ông đánh bại quân Pháp và bắt Jean II làm tù binh.